# Karen M. Offen
Karen M. Offen o Karen Offen (Idaho) es una historiadora británica contemporánea especialista en la historia de las mujeres en Europa y en particular en Francia.

## Biografía
Pasó de estudiar ciencias, química, a historia de la civilización occidental. Estudió durante sus años de licenciatura centrándose en los hombres y durante sus estudios de posgrado en Stanford la dijeron que no había fuentes para la historia de la mujer aunque ella las encontró. En 1971 defendió su tesis doctoral en Historia Europea Moderna en la Universidad Stanford.
Es historiadora afiliada como investigadora principal del Instituto Michelle R. Clayman para la investigación de Género en Standford. Es la cofundadora de la Federación internacional de la investigación en historia de las mujeres. Forma parte del comité de edición de la revista French Historical Studies entre 1988 y 1991. Entre 2010 y 2015, fue miembro del consejo de administración del Comité internacional de las Ciencias históricas. Publica sobre la historia de la Europa moderna especialmente de Francia y su influencia global  sobre el interés en la construcción de redes feministas transnacionales, especialmente la primera de esas redes, el Consejo Internacional de Mujeres.

## Premios y reconocimientos
1981  Coganadora de Sierra Prize, por Victorian Women.
1995-96  John Simon Guggenheim Memorial Foundation Fellowship
2004  Doctorado honoris causa de la Universidad de Idaho.  
2018 Albert Nelson Marquis Lifetime Achievement Award (Marquis Who's Who)

## Publicaciones
- Dir. Globalizing Feminisms, 1789–1945, Routledge, 2010, 472 p.[9]
- European feminisms, 1700-1950: a political history, Stanford University Press, 2000, 560 p.[9]
- Women in European cultura and society, Vuelo.8 de History of European ideas, Pergamon, 1987.[9]
- Victorian women: a documentary account of women's lives in nineteenth-century England, France, and the United States, edited by Erna Olafson Hellerstein, Leslie Parker Hume, Stanford University Press,1981[9]